# Fabio Grassadonia et Antonio Piazza
Pour les articles homonymes, voir Piazza.
Cet article concerne le réalisateur Antonio Piazza. Pour le journaliste, voir Antonio Piazza.
Fabio Grassadonia, né le 8 juin 1968 à Palerme, et Antonio Piazza, né le 24 février 1970 à Milan, sont deux réalisateurs et scénaristes italiens.
Leur premier long-métrage, Salvo, a été présenté au festival de Cannes 2013, où il a remporté à la fois le prix de la semaine de la critique, le grand prix et le prix révélation. Pour le scénario de Sicilian Ghost Story, ils ont emporté le Sundance Institute Global Filmmaking Award à l'occasion du Festival du film de Sundance de 2016.

## Biographie
Fabio Grassadonia et Antonio Piazza font connaissance pendant leurs études à la Scuola Holden (it) de Turin pendant les années 1990 et depuis travaillent ensemble.
Ils commencent comme consultants pour Filmauro (it) et Fandango. Ils sortent leur premier court-métrage, Rita, en 2009, puis sortent deux longs-métrages, Salvo (2013) et Sicilian Ghost Story (2017). Ils continuent à travailler comme consultants sur le script avec des laboratoires européens. Ils sont des visiting affiliate professors de l'Université de Malte.

## Filmographie

### Réalisateurs
- 2009 : Rita (it) (court-métrage)
- 2013 : Salvo
- 2017 : Sicilian Ghost Story
- 2024 : Lettres siciliennes (Iddu)

### Scénaristes
- 2004 : Ogni volta che te ne vai (it) de Davide Cocchi (it)

## Distinctions
- Semaine de la Critique / Festival de Cannes 2013 : Grand Prix Nespresso et Prix Révélation France 4 de la Semaine de la Critique
- Festival de Sundance 2016 : Prix Sundance Institute/Mahindra Global Filmmaking pour Sicilian Ghost Story
- David di Donatello 2018 : Meilleur scénario adapté pour Sicilian Ghost Story